# Арайлы (Акмолинская область)
Арайлы (каз. Арайлы, до 2018 года — Максимовка) — село в Целиноградском районе Акмолинской области Казахстана. Административный центр Арайлынского сельского округа. Код КАТО — 116655100.

## География
Село расположено на правом берегу реки Ишим, на расстоянии примерно 25 километров (по прямой) к северу от административного центра района — села Акмол.
Абсолютная высота — 327 метров над уровнем моря.
Климат холодно-умеренный, с хорошей влажностью. Среднегодовая температура воздуха положительная и составляет около +4,1°С. Среднемесячная температура воздуха в июле достигает +20,4°С. Среднемесячная температура января составляет около -14,5°С. Среднегодовое количество осадков составляет около 390 мм. Основная часть осадков выпадает в период с июня по июль.
Ближайшие населённые пункты: село Кажымукан — на востоке, село Тонкерис — на западе, село Ынтымак — на северо-востоке, село Раздольное — на юго-востоке.
Севернее села проходит автодорога республиканского значения — М-36 «Граница РФ (на Екатеринбург) — Алматы; через Костанай, Астана, Караганда».

## Население
В 1989 году население села составляло 1493 человек (из них русские — 44%).

В 1999 году население села составляло 1380 человек (663 мужчины и 717 женщин). По данным переписи 2009 года в селе проживали 1792 человека (881 мужчина и 911 женщин).
| Численность населения | Численность населения | Численность населения |
| 1989                  | 1999                  | 2009                  |
| --------------------- | --------------------- | --------------------- |
| 1493                  | ↘1380                 | ↗1792                 |

## Инфраструктура[7]
- СШ №9,
- врачебная амбулатория.